# ОПАП
ОПАП (грец. Οργανισμός Προγνωστικών Αγώνων Ποδοσφαίρου Α.Ε.)  — Грецька організація футбольного прогнозування, компанія, яка організовує та проводить азартні ігри, володіє ексклюзивними правами керувати чисельними лотереями та спортивними іграми в Греції. У 2013 році приватизація компанії була завершена шляхом продажу 33 % акцій держави за інвестиційною схемою «Емма Дельта».

## Історія створення
У 1950-х роках виникає та знаходить своє втілення в життя ідея удосконалення грецького спорту та покращення його інфраструктури. З цією метою у 1957 році було створено Генеральний Секретаріат зі спорту. Поряд з цим виникає ідея використовувати прибуток від футбольної прогностики для забезпечення фінансування спортивного сектору. З цією метою ОПАП була створена в 1958 році як приватна юридична особа під егідою Генерального секретаріату з питань спорту. Одночасно з її створенням, королівський указ інституціоналізував першу гру ОПАП, представлений під назвою ПРО-ПО (грецький акронім футбольної прогностики), який був організований відповідно до італійського «Тото Кальчіо».

## Еллінські лотереї
У липні 2013 року фонд розвитку майна Греції та Елліністичні лотереї підписали консенсусну угоду про виключне право керувати державними лотереями Грецької Республіки протягом 12 років. Елліністичні лотереї є консорціумом ОПАП Інвестеційні обмеження (67 %), Лотерейні обмеження(16.5 %) та Наукові ігри (16.5 %). Загальна вартість фінансової винагороди для Грецької Республіки включала плату за готівку в розмірі 190 мільйонів євро та гарантований мінімальний дохід в 580 мільйонів євро (протягом 12 років).

## Кінні перегони
У листопаді 2015 р. Філія ОПАП (Кінні перегони) придбала ліцензію на ставки на 20 років за ціною 40 мільйонів євро. Ставки на скачки в Греції були проведені державною групою ОДІЕ. Перші грецькі гонки проходили у місті Маркопуло Аттика, у п'ятницю, 22 січня 2016 р.
1. ↑  Global LEI index
2. 1 2 3 4 5 6 7  Річний звіт